# Mario Ghisalberti
Mario Ghisalberti (11 novembre 1902 – 11 agosto 1980) è stato un librettista italiano che ha trasposto per l'opera la commedia di Carlo Goldoni, Il campiello poi musicata da Ermanno Wolf-Ferrari. Un'altra sua trasposizione ha riguardato il romanzo Il dottor Antonio di Giovanni Ruffini, il cui libretto è stato musicato da Franco Alfano.